# Théâtre africain
Le théâtre africain est un riche paradoxe. D'abord, parce que l'Afrique se définit souvent comme un continent d'oralité (Amadou Hampâté Bâ).
Pourtant, ce que l'on nomme aujourd'hui « théâtre africain», un ensemble de formes culturelles artistiques bien vivantes, est un héritage de l'Afrique par les contes, comptines et déclamations des griots et griottes. En ce sens, le théâtre africain contemporain s'inscrit dans l'histoire actuelle du théâtre francophone, anglophone ou lusophone.
Mais en même temps, il y a dans le théâtre africain une pluri-disciplinarité (théâtre, conte, musique et danse y sont fréquemment mêlés de façon indissociable), et une étonnante vitalité, notamment au niveau de l'écriture.

## Histoire

### Théâtralité traditionnelle
Bien qu'il existe d'innombrables traces d'écritures africaines au cours des siècles qui précédèrent la colonisation, la transmission des savoirs y est dans bien des pays rituellement basée sur des contes. Dans les villages, autour de l'arbre à palabres les anciens, et les notables, se réunissent pour organiser la vie en commun de leurs concitoyens. Et ces arbitrages prennent souvent la forme de contes musicaux, plus ou moins théâtralisés.
Il y a donc ainsi une théâtralité africaine traditionnelle et ancestrale.
La figure du griot, ou son équivalent dans diverses traditions, paraît fondamentale.
Accompagné du mvett (harpe-cithare), le mbom-mvett, barde/conteur/joueur, déclame des récits héroïques, Mvett, du  peuple fang.
Divers instruments musicaux, dont le sistre, le tambourin, le djembé, sont associés à des cérémonies religieuses accompagnées éventuellement de transes et de transports extatiques.

### Influences extérieures
La théâtralité religieuse est concurrencée par l'introduction de religions, spiritualités, mythologies, scénographies, pratiques, rites et rituels, comme l'Islam et le christianisme. Avec diverses variations : messianismes (Messie, Mahdi), confréries mystiques soufies dans l'islam, Islam en Afrique, Christianisme en Afrique.
L'école coranique puis l'école occidentale introduisent des pratiques nouvelles, dont la récitation (Coran), la mise en scène de récits, fables, contes. On pourrait parler comme d'un théâtre scolaire (à destination des enfants).
Pour l'école 
L'Afrique est donc ainsi dépossédée de certaines formes d'expression artistique dramatisée, reléguées à la collecte ethnographique. C'est en partie le cas de la forme dramaturgique du conte , et de sa portée éducative.
Dans certaines régions, un théâtre religieux se développe, à destination des adultes, géré par les religieux.

### Développement culturel
Malgré tout, le spectacle vivant continue, durant la colonisation, et après les indépendances : chants, danses, acrobaties, conteurs, sketchs/saynètes, farce, satire, théâtre chanté, marionnettes, carnaval, arts de la rue, improvisation... Avec les risques de censure, d'autocensure, de répression, d'exil.
La langue coloniale (allemand, anglais, français, portugais...) est utilisée en partie pour accéder par traduction aux ressources du monde extérieur à l'Afrique. Les influences sont multiples : acculturation, inculturation, marronnage, nègrerrances, hybridation, métissage, appropriation, récupération, détournement, retournement, tout-monde... La langue de performance au théâtre peut, et dans certains cas doit, évidemment être régionale. L'ambition est d'être à la fois local et universel.
Les figures emblématiques, comme Sony Labou Tansi (en francophonie), sont des arbres dans la forêt des dramaturges africains.
De plus, peut-être parce que le théâtre est affaire de conflits (en grec, drama = action, conflit), les artistes de théâtre, bien que minoritaires, et confrontés à d'immenses difficultés matérielles, sont souvent aux avant-postes des politiques de développement culturel en Afrique. Ainsi, on leur doit une bonne partie des équipements culturels privés de qualité susceptibles de fleurir sur le continent (l'actor studio du metteur en scène ivoirien Sidiki Bakaba, le Village Ki Yi d'Abidjan (Côte d'Ivoire), le Festival International de Théâtre au Bénin, le Carrefour international de théâtre de Ouagadougou (Burkina Faso), l'Espace Linga Tere de Bangui (République centrafricaine), l'Espace Megablon et le Festival des réalités de Bamako (Mali), le Théâtre des Intrigants et l'Écurie Maloba de Kinshasa en Congo, les Rencontres de théâtre International du Cameroun à Yaoundé, le FITMO à Ouagadougou (Burkina Faso), les récréatrales à Ouagadougou (Burkina Faso), le FEST'ART (festival International Théâtre Pour la Paix (au Sénégal)...).
En outre, une large part de l'activité des artistes de théâtre africain est orientée vers le théâtre « utile » (théâtre de sensibilisation, théâtre forum...).

## Dramaturges
- Dramaturges par nationalité
- Hubert Ogunde
- Adama Drabo
- Falaba Issa Traoré
- Rémy Medou Mvomo
- Hugues Bendjé
- Liste d'écrivains africains

## Compagnies gabonaises
- Kotéba d'Abidjan
- Compagnie Marabout

## Œuvres dramatiques
- Pièces de théâtre africaines (en)

## Festivals
- Festival international de Dougga (Tunisie, 1920)
- Festival international de Carthage (Tunisie, 1964)
- Festival international d'Hammamet (Tunisie, 1964)
- Journées théâtrales de Carthage (1983)
- Festival MASA (Marché des arts du spectacle africain, Abidjan, Côte d'Ivoire, 1993)
- Festival des arts de la rue (Grand-Bassam (Côte d'Ivoire), 1995)
- Festival des Réalités (Bamako, Mali)
- Festival international du théâtre pour le développement (FITD, Burkina Faso)[3]
- Festival international de théâtre du Bénin (FITHEB)
- Festival de théâtre de la fraternité (FESTHEF, 1993, Assahoun, Lomé, Togo)[4]
- Festival Mantsina sur scène (Congo, 2003)
- Festival du Théâtre amazigh (Batna) (Algérie, 2008)
- National Arts Festival (en) (Grahamstown, Afrique du Sud, 1974)
- Hilton Arts Festival (en) (Grahamstown, Afrique du Sud, 1993)
- Concours théâtral interafricain (1967, RFI)[5]

## Marionnettes
- Festival international de théâtre et de marionnettes de Ouagadougou (Burkina Faso, 1989, FITMO)
- Festival des masques et marionnettes de Markala (Mali, 1993, FESMAMAS)
- Kenya Institute of Puppet Theatre (KIPT) (en) (2007)
- Union internationale de la marionnette (UNIMA, 1929)

## Centres de formation
- Institut national supérieur des arts et de l'action culturelle (Abidjan, 1991), dont l’École Nationale de Théâtre et de Danse (ENTD)

## Théâtre par pays ou zone linguistique
- Théâtre en Afrique par pays (en), dont
  - Théâtre en Afrique du Sud, Dramaturges sud-africains
  - Théâtre algérien, Dramaturges algériens
  - Théâtre au Bénin : Jean Pliya (1931-2015), Florent Couao-Zotti (1964-), José Pliya (1966-), Sèdjro Giovanni Houansou (1987-)...
  - Théâtre du Burkina Faso (en), Amadou Bourou (1951-2010), Étienne Minoungou (1968-), Aristide Tarnagda (1983-), Bernard Yaméogo (?)...
  - Théâtre du Cameroun (en)
  - Théâtre au Congo (RdC), Jean-Pierre Makouta-Mboukou (1929-2012), Ferdinand Mouangassa (1934-1974), Maxime N'Débéka (1934-), Guy Menga (1935-), Emmanuel Dongala (1941-), Dieudonné Niangouna, Ulrich N'Toyo
  - Théâtre en République démocratique du Congo : Albert Mongita (1916-1985), Mufwankolo Wa Lesa (1935-2021), Pius Ngandu Nkashama (1946-)...
  - Théâtre en Côte d'Ivoire : Bernard Binlin Dadié (1916-2019), François-Joseph Amon d'Aby (1913-2007), Bernard Zadi Zaourou (1938-2012), Josette Abondio (1949-), Tiburce Koffi (1955-), Koffi Kwahulé (1956-), Fargass Assandé (1962-), Maurice Bandaman (1962-), Hermas Gbaguidi (1968-), Josué Guébo (1972-), Irié Goli Bi (1980 ?)...
  - Théâtre en Égypte : Dramaturges égyptiens (en), Ahmed Chawqi (1868-1932), Tawfiq al-Hakim (1898-1987), Youssef Idriss (1927-1991), Salah Abdel Sabour (1931-1981), Safaa Fathy (1958-)...
  - Théâtre en Éthiopie : Dramaturges éthiopiens (en)...
  - Théâtre au Gabon : Vincent de Paul Nyonda (1918-1995)...
  - Théâtre en Gambie : Augusta Jawara (1924-1981), Janet Badjan-Young (1937-)...
  - Théâtre au Ghana : Dramaturges ghanéens (en)...
  - Théâtre en Guinée : Dramaturges ghanéens (en), Fodéba Keïta (1921-1969), Condetto Nénékhaly-Camara (1930-1972), Djibril Tamsir Niane (1932-2021), Koumanthio Diallo (1956-)...
  - Théâtre au Kenya : Rebeka Njau (1932-), Ngugi wa Thiong'o (1938-), Micere Githae Mugo (1942-)...
  - Théâtre au Lesotho : 'Masechele Caroline Ntseliseng Khaketla (1918-2012)...
  - Théâtre à Madagascar : Ny Avana Ramanantoanina (en) (1891-1940), Jean-Joseph Rabearivelo (1901-1937), Dox (1913-1978), Jacques Rabemananjara (1913-2005), Charlotte-Arrisoa Rafenomanjato (1936-2008), David Jaomanoro (1953-2014), Jean-Luc Raharimanana (1967-)...
  - Théâtre au Malawi : Dramaturges du Malawi (en)
  - Théâtre au Mali : Falaba Issa Traoré (1928-2003), Massa Makan Diabaté (1938-1988), Sada Sissoko (1941-2004), Adama Drabo (1948-2009), Moussa Konaté (1951-2013), Habib Dembélé (1962-), Adama Traoré (1962-), Hawa Diallo (1970-), Alioune Ifra Ndiaye (1970 ?)...
  - Théâtre au Maroc : liste de dramaturges marocains, dont Ahmed Taïeb El Alj (1928-2012), Abdeslam Chraïbi (1936-2006), Tayeb Saddiki (1939-2016), Chafik Shimi (1948-)...
  - Théâtre à Maurice : Marcelle Lagesse (1916-2011), Dev Virahsawmy (1942-), Shenaz Patel (1966-)...
  - Théâtre au Nigéria : Dramaturges nigérians (en), dont Hubert Ogunde (1916-1990), Wole Soyinka (1934-), Zulu Sofola (1935-1995), Femi Osofisan (en) (1946-), Osonye Tess Onwueme (1955-), Sefi Atta (1964-)...
  - Théâtre en Ouganda : Dramaturges ougandais
  - Théâtre à Sao Tomé et Principe : Sara Pinto Coelho (1913-1990)...
  - Théâtre au Sénégal : Thierno Bâ (1926-2010), Issa Samb (1945-2017), Alioune Badara Bèye (1945-), Boubacar Boris Diop (1946-), Marouba Fall (1950-), Penda Diouf (1981-)...
  - Théâtre aux Seychelles : Christian Servina (1963-)...
  - Théâtre en Sierra Leone : Yulisa Pat Amadu Maddy (en) (1936-2014), Dele Charley (1948-)...
  - Théâtre en Somalie : Dramaturges somaliens (en), dont Hadrawi (1943-), Maxamed Daahir Afrax, Warsame Shire Awale, Abdi Bashir Indhobuur, Yamyam...
  - Théâtre au Soudan : Leila Aboulela, Muhammad al-Fayturi, Tarek Eltayeb...
  - Théâtre en Tanzanie : Ebrahim Hussein, Amandina Lihamba, Penina Muhando, Edwin Semzaba...
  - Théâtre au Tchad : Baba Moustapha (1952-), Koulsy Lamko (1959-)...
  - Théâtre au Togo, Sénouvo Agbota Zinsou (1946-), Kossi Efoui (1962-), Kangni Alem (1966-), Gustave Akakpo (1974-)...
  - Théâtre en Tunisie, Liste de dramaturges tunisiens...
  - Théâtre de Zambie (en)...
  - Théâtre au Zimbabwe : Tsitsi Dangarembga (1959-)...
- Théâtre de l'Égypte antique
- Opéra en Afrique du Sud (en)